# Mathias und Charlotte Jäde Stift

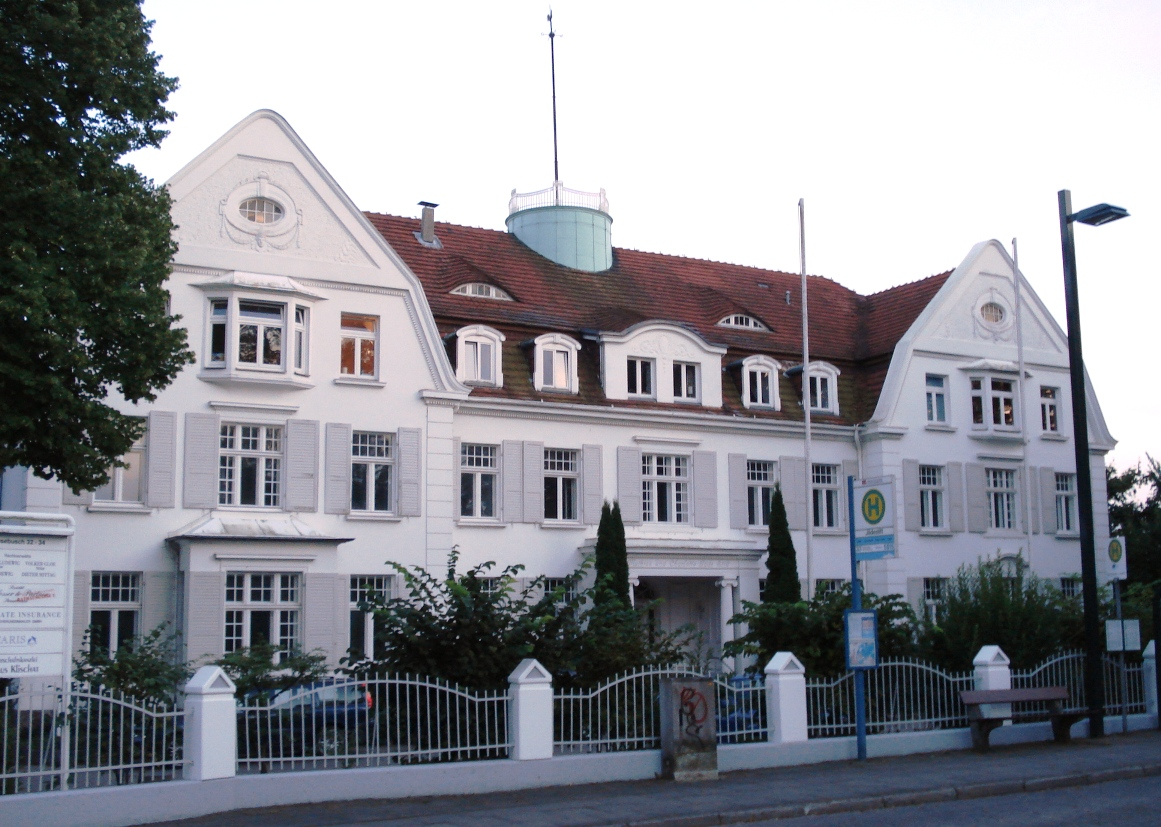
Das Gebäude des (ehemaligen) „Mathias- und Charlotte-Jäde-Stifts“

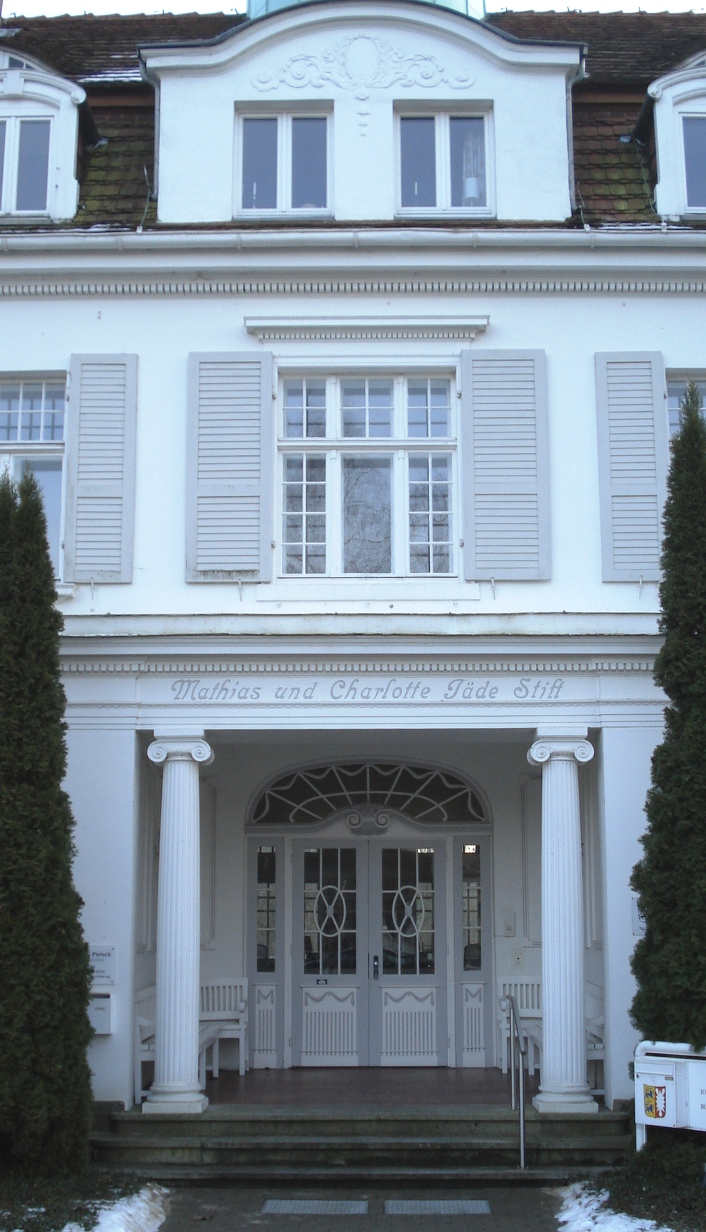
Das Portal des (ehemaligen) „Jäde Stift“

Das Mathias- und Charlotte-Jäde-Stift (meist nur als Jäde-Stift bezeichnet) war ein von der Mathias und Charlotte Jäde Stiftung (Stiftung Matthias und Charlotte Jäde) getragenes Altenwohnstift/Seniorenheim in Bad Schwartau (Schleswig-Holstein).
Das Jäde-Stift, eingerichtet und betrieben auf Basis einer Stiftung, war eine im Fürstentum Lübeck, ab 1937 im Kreis Eutin und ab 1970 im Kreis Ostholstein eine einmalige Einrichtung.
Mit der Einrichtung von Wohnungen mit Küchen, um den Bewohnern eine Selbstversorgung zu ermöglichen, handelte es sich bei dem Jäde-Stift um eine frühe Form einer Einrichtung, die ein Betreutes Wohnen ermöglichte.

## Namensgebung

Charlotte (1808–1894) und Mathias Jäde (1827–1902)

Der Stifter Gustav Jäde (1850–1913)

Benannt ist das Stift nach Mathias Jäde (* 16. Dezember 1808; † 10. Dezember 1894) und Charlotte Jäde (* 16. Juni 1827; † 19. September 1902) – den Eltern von Gustav Jäde.

## Mathias und Charlotte Jäde Stift
Die Grundsteinlegung für das „Mathias- und Charlotte-Jäde-Stift“ erfolgte am 10. Mai 1909.

### Gebäude
Errichtet wurde ein zweigeschossiges, verputztes Backsteingebäude mit zwei Giebeln und einem mit roten Dachziegeln gedeckten Mansarddach mit zahlreichen Gauben. Die Fassade des Gebäudes hat zahlreiche mit Fensterläden ausgestattete Fenster und ist mit dem säulenngeschmückten Portal, mehreren Erkern, Gesimsen sowie Jugendstilelementen aufwendig gestaltet.
In dem Gebäude waren 20 Zwei-Zimmer- und sieben  Ein-Zimmer-Wohnungen, jeweils mit eigener Küche, die erforderlichen sanitären Anlagen, Hauswirtschaftsräume und ein Andachtssaal eingerichtet.

### 1910 bis 1945
Nach weniger als einem Jahr Bauzeit war das (für 300.000 Mark) im Stil des Jugendstil errichtete Gebäude fertiggestellt und wurde am 30. März 1910 eingeweiht.
Das Stift erfreute sich sofort und dauerhaft großer Beliebtheit.

### 1945 bis 1959
Am 1. Juli wurde durch Verfügung der Britischen Militärregierung das Gebäude des Jäde-Stiftes vom Landrat in Eutin als Behelfskrankenhaus mit 100 Betten umgewidmet. Dadurch konnte nur noch das zweite Obergeschoss als Altenstift genutzt werden.
Am 30. Juni 1959 wurde das Behelfskrankenhaus aufgelöst.

### 1960 bis 1997
Das Gebäude nach der Auflösung des Behelfskrankenhauses zu einem Altenheim mit 66 Plätzen umgebaut und am 1. Februar 1960 wieder eröffnet.
Zwischen August 1966 und Juli 1967 wurde ein Anbau errichtet, womit sich die Anzahl der Plätze um 14 erhöhte.
1997 ergab eine Prüfung des Gebäudes Mängel bezüglich der Feuersicherheit. Dies führte zunächst dazu, dass das zweite Obergeschoss geräumt werden musste. Dadurch wurde Altenheimbetrieb unwirtschaftlich. Dies führte zum Ende des Betriebs als Altenheim und zur Auflösung des Jäde-Stifts und Umzug von einem Großteil der Bewohner in ein Pflegeheim der SENATOR Gruppe mit Sitz in Lübeck (heute Alloheim) im Juni 1997.

### Von 1997 bis heute
Das Gebäude wurde nach der Auflösung des Jäde-Stiftes von der Mathias und Charlotte Jäde Stiftung verkauft.
Das Gebäude des „Mathias und Charlotte Jäde Stift“ (die Inschrift über dem Portal ist erhalten) wird heute als Bürogebäude genutzt. Seit 1999 ist an diesem Ort eine Notariats- und Anwaltskanzlei anzutreffen.

## Mathias und Charlotte Jäde Stiftung

Der 1910 ausgestellte Ehrenbürgerbrief Gustav Jädes

Grundlage der Einrichtung des Mathias und Charlotte Jäde Stifts war die Errichtung der „Mathias und Charlotte Jäde Stiftung“ durch Gustav Jäde (* 20. April 1850 in Schwartau); † 24. Juli 1913 in Lübeck – Kaufmann und Mitglied der Lübecker Bürgerschaft – wofür er 1910 die Ehrenbürgerwürde der Fleckengemeinde Schwartau erhielt.
1908 entschloss sich Gustav Jäde, für die Schwartauer Bürger eine Stiftung zu errichten. Die Errichtung wurde am 10. Februar 1909 durch die Regierung des Großherzogtums Oldenburg (zu dem Schwartauer – im damaligen Fürstentum Lübeck – gehörte) genehmigt.

### Stiftungszweck
Zweck der Stiftung war es, Schwartauer Bürgern, die mindestens zehn Jahre dort wohnhaft waren oder aus mindestens zehn Jahre dort wohnhaft gewesenen Familien stammen, mit gutem Leumund und von ehrbarem Stand, einen Wohnsitz für die letzten Lebensjahre zur Verfügung zu stellen.

### Die Stiftung heute
Heute unterstützt die Stiftung aus den Erträgen des Stiftungsvermögens bedürftige Bürger Bad Schwartaus.

### Vorstand
Der Vorstand setzte sich gemäß Satzung von 1909 aus
- dem Schwartauer Gemeindevorsteher
- einem Richter des Schwartauer Amtsgerichtes
- dem zuständigen Pastor – damals des Rensefelder Kirchspiels
- einem Mitglied des Schwartauer Gemeinderates oder eines mildtätigen Schwartauer Vereines
- zwei Schwartauer Bürgern
- dem Stifter (später einem Schwartauer Bürger) zusammen

1972 wurden die Satzung an die geänderten rechtlichen Erfordernisse angepasst, wodurch die Mitgliedschaft kraft Amtes entfiel.

### Stiftungsvermögen
Das Stiftungsvermögen umfasste das „Mathias und Charlotte Jäde Stift“, weiteren Grundbesitz und Geldvermögen. Nach dem Tode Gustav Jädes 1913 erhielt die Stiftung testamentarisch weiteres Geldvermögen, verlor jedoch durch die Inflation von 1923 ihr Geldvermögen, so dass der Grundbesitz verkauft werden musste.
Durch die ab 1960 erfolgte Umwandlung des Stiftes von einem Wohnstift zu einem Altenheim – wozu später die Leistungen eines Pflegeheimes – kamen, erhielt die Stiftung finanzielle Unterstützung der Stadt Bad Schwartau, des Kreises Eutin, der Kirche und anderen Institutionen. Nach dem Gebäudeverkauf des „Mathias und Charlotte Jäde Stiftes“ floss der Stiftung 1997 der Verkaufserlös zu.

## Sonstiges
Das Gebäude steht als Baudenkmal unter Denkmalschutz und ist eines der bedeutendsten Bauwerke in Bad Schwartau.